# セシウムさん問題
セシウムさん問題（せしうむさんもんだい）は、2011年（平成23年）8月4日に東海テレビのローカルワイド番組『ぴーかんテレビ』（中京広域圏に於いて平日9:55 - 11:30に生放送）において発生した、不謹慎なテロップを表示した不祥事。セシウムさん騒動、セシウムさん事件とも称する。地方局のローカル番組内の出来事ながら、日本全国の放送事業者が倫理観の再確認や防止策を求められる事態にまで発展した。

## 概説
※年号が付記されていない日付の年号については、すべて2011年（平成23年）を表す。

### 不謹慎画像のコンピュータ再現
| 夏休み プレゼント主義る祭り    |
| 岩手県産ひとめぼれ 10kg 当選者 |
| 怪しいお米 セシウム さん       |
| 怪しいお米 セシウム さん       |
| 汚染されたお米 セシウム さん   |

8月4日に放送された『別冊!ぴーかんテレビ』内の「しあわせ通販」のコーナーで、秋田県産稲庭うどんのテレビショッピングを放送している途中、画面がコーナーとは無関係の「岩手県産のお米・ひとめぼれ3名プレゼント」の当選者発表画面に切り替わり、その当選者の名前に「怪しいお米 セシウムさん 怪しいお米 セシウムさん 汚染されたお米 セシウムさん」（本来「怪しいお米」「汚染されたお米」の部分には当選者の住所（市町村名）、「セシウムさん」の箇所には当選者氏名を入れる）を掲げるという不適切な内容の電子フリップが23秒間（11:03:35 - 11:03:58、JST）にわたって表示される「事故」が発生した。該当時間帯は画面のみが電子フリップへ切り替わっており、音声・ナレーションはうどんの紹介を続けていた。
この事態を受け番組MCを担当する福島智之アナウンサーは、「しあわせ通販」のコーナー終了直後に「たった今、違う映像が出てしまいました。考えられないような不謹慎な内容でした。本当にすみませんでした」と謝罪。その後番組エンディングでも不適切表現の映像が誤送出された件について福島アナが謝罪した。本来の岩手県産ひとめぼれ10kg当選者3人は、福島アナが手書きフリップを使って発表。

### 当初の原因説明
不祥事の一因として、東海テレビは「テロップ制作担当者が、“夏休みプレゼント主義る祭り”の岩手県産ひとめぼれ10kg当選者が決定される前に作成したリハーサル用のダミーのテロップが、操作ミスで送出されたため」と説明。不祥事のお詫びについては、東海テレビの公式サイト上でもトップページを差し替えたうえ、謝罪文が掲載されることになった（2011年9月末まで）。

## 表示に至るまでの経緯
放送業界全般の風潮として、やり直しの効かない生放送における番組制作上の意識づけとして、ごく一部において放送に問題がある表現や言葉をリハーサルであえて使うという背景がある。
のちに公表された調査報告書では、事故発生時は"しあわせ通販（いちばん本舗）"VTR放送中の9分間を利用して次コーナースタジオリハーサルをしており、この時は司会のアナウンサーがコメントをどのくらいの時間（尺）で収めると良いか。スタジオの大型モニターに出す画面の種類や順番の確認をしていたとされる。
本番組では、この不祥事の前からテロップミスや操作ミスなどが多いと指摘されており、特に95分に枠大され報道番組色を強めてからはミスが目立つようになったと言われていた（「『ぴーかんテレビ』検証報告書」より）。

### テロップの設定等
以下、この項は後述する#検証番組での説明・検証に基づく。
テレビ画面やスタジオのモニター、サブ（副調整室）の映像は、元となる映像の上にCGやテロップがレイヤーのように重ね合わせることで1つの映像として出力されるようになっており、それぞれはサブにあるモニターで確認が可能である。この各映像のことを東海テレビでは「番線」と呼んでいる。「ぴーかん」では通常は6つの番線を使用しており、スタジオモニター用の「VF1」「VF2」、CG用の「CG1」「CG2」、テロップ用の「T1」「T2」と呼ばれる。それぞれに2つ存在するのは障害発生時などの予備のためである。また、各番線はサーバーとして素材をため込むことができ、次に放送する素材を「NEXT」と呼ばれる場所に待機させ、そこから「OA」（ON AIR）の場所に移動させることで初めて放送本線に乗せることができる。
静止画を保存し送出するための機材である「テロップサーバー」によってテロップやCGをスタジオモニターに表示する場合は、「CG1」「CG2」「T1」「T2」の4つの番線のいずれかへ保存したのち、それらから「VF1」「VF2」のいずれかへコピーしないとモニターには表示されない仕組みとなっている。その中でもスタジオモニターのみ表示させる（＝放送本線に直接出ない）テロップは、使用頻度が低い予備用の「T2」系統へ保存し、「VF1」「VF2」のいずれかへコピーする形で送出する。この手順は制作スタッフ間での取り決めとなっており、「VF1」「VF2」へのコピー作業を伴わない場合のテロップは、サーバーから放送本線へ直接出る仕組みである。
しかし、今回の事件では問題のダミーテロップ（以下、「不適切テロップ」）作成担当の50代スタッフの男（以下、「テロップ作成スタッフ」）が上述の規定に反し「T2（予備用）」ではなく放送本線に直結している可能性が高く使用頻度が高い「T1」系統に誤って保存し、それを他のスタッフへ周知しなかった。リハーサル段階で大型モニター用テロップの保存先回線を確認していれば、テロップの内容が不適切だとしてその場で修正され、かつ保存先を間違えたとしても正しい「T2（予備用）」に移動させて防げたが今回は、すべての確認が不十分のまま本番を迎えてしまった。

### 不謹慎テロップ作成
当選者の発表方法は、8月1日 - 3日放送分までは当選者名と市区町村名をスタジオADがフリップに手書きする形だったが、4・5両日ではスタジオ大型モニターに当選者テロップを映し出して発表する形へ変更する旨を事故発生前日のぴーかんスタッフ会議で決定した。3日の午後2時30分ごろ、テロップ作成スタッフは会議終了後CG制作室へ上記の決定事項を伝達しに訪れたADから、同時にプレゼント当選者用テロップの発注を受け、「リハーサル用の仮の名前」として、不謹慎テロップを当選者名の欄に独断で作成した。
不謹慎テロップ作成スタッフは、問題の不謹慎テロップを作成した動機について「新聞記事に''汚染''と書いてあるのを見て、頭の中で思いついたことをポンポンと書いただけ。東北地方の人々や東海テレビなどに何かしてやろうという意図はなかった。今回作ったテロップは、あくまでリハーサル用のダミーで放送されるはずないし。本番ではプレゼント当選者が決定した時点で正式版を作成して放送すればいいと思った」と弁解するに留まっている。また、テロップ作成スタッフはテロップがどのように放送に乗るかの詳しい仕組みについて把握しておらず、テロップの誤送出防止策や万一、誤送出された場合の復旧方法も知らなかった。
アシスタントプロデューサー（AP）兼タイムキーパー（TK）担当の女性スタッフ（以下、AP兼TK）と、タイムキーパー（TK）担当の別の若手の女性スタッフ（以下、新人TK）が、その日の午後7時ごろに発注したテロップの完成版を確認するため、CG制作室へ行った際に問題のダミーテロップを発見した。AP兼TKは、不謹慎すぎるテロップ内容についてテロップ作成スタッフを叱責し、内容を修正するよう申し入れた。ただし、作成者は「いやな文章だ」とだけ言われ、この時点で修正を求められなかったと主張している。
本来規定上では、作成したテロップ原稿は必ず紙に印刷し、プロデューサーおよびディレクターによる二重チェックを受けるが、当人に指摘をした両者とも「不適切テロップの内容が、あまりに不謹慎で上司に提出するのは失礼すぎる」と恐れてプロデューサーに報告せずテロップ内容が修正されるのを待ち、自らテロップ原稿を印刷しなかった。また、プロデューサーも、通常印刷されるはずのテロップが上がってこないのを疑問に思わず、原稿が上がるのを放送直前まで待ち続け、最後まで自ら確認に赴かなかった。これにより、不謹慎テロップの存在が、事故発生前日の時点でも一部のスタッフしか知らない状態となった。

### 放送当日・生放送前の出来事
放送当日・午前8時20分ごろ、AP兼TKが不適切テロップを確認したところ、まだ修正されていなかったことを発見し、再度修正するよう命じた。ところがテロップ作成スタッフは、他番組からの発注作業で多忙だったことも重なり、AP兼TKからの再三にわたる注意をテロップの修正要請と認識しないまま、生放送直前まで不謹慎テロップの修正に取りかからなかった。先述のテロップ送出系統と運用方法の知識不足も相まって、本来は予備用の番線「T2」へ保存するところ、放送本線へ直結する「T1」へ保存されてしまった。
また、AP兼TKも本番直前まで別の準備を優先したことから、不適切テロップが未修正であることを本番前リハーサル段階になってもプロデューサー・ディレクターに報告しなかったため、この事実が事故発生時まで「ぴーかん」スタッフ全員に行き渡らず、スタジオ・サブ両スタッフいずれも対処方法に困り、放送画面の異変を周囲に知らせることができなかった。
このことについて、プロデューサー兼ディレクターは「当日（8月4日放送分）は、スタジオモニターに3枚（第1部を合わせると47枚）のテロップ画面を出す予定だった。そのうち最後（「別冊ぴーかん」用テロップ）の3枚目が岩手産ひとめぼれ10kgプレゼントの当選者画面だったが、リハーサル当時は本来あるべき場所（「T2」番線）に入っていなかった。その理由が『未修正の不適切内容だったことで新人TKが用意しなかった』という旨を知らなかった（＝テロップ制作者と、フロアディレクター（FD）からの指示でテロップを探している最中に見つけた新人TKしか知らなかった）ので「T2」番線に当選者用のテロップを入れていない理由をFDから問われても、どう返答しようか戸惑った」と証言している。
問題のダミーテロップを作成したテロップ作成スタッフは、事故発生時は外部のCG制作会社所属であり、30年以上にわたり同局番組のテロップおよびCG制作に携わっていた。各曜日50人ずつ、月 - 金5日間で総勢88人体制だった「ぴーかん」スタッフの中でも最年長だった。しかし、このスタッフの仕事ぶりについては「仕事のペースが遅かったり、一つの物事に夢中になると周囲が見えなくなったりする」と同僚から、しばしば指摘されており所属先の会社の上司や東海テレビスタッフ間のテロップ作成スタッフに対する評価も芳しくなかった。事故が起こる少し前の時点で、緊張感を要求される生放送番組から自分のペースで仕事ができる事前収録番組への配置転換をCG制作会社人事部および東海テレビ側が考えていたという。
この事態の重大性および社会的影響の大きさに鑑みて、テロップ作成スタッフは2011年8月28日付で所属していたCG制作会社から懲戒解雇処分を受けた。

### 放送当日・生放送時の出来事
スタジオ生放送中心の第一部が終了してVTR中心の第二部「別冊ぴーかん」が11時より始まり、通信販売のVTRを流す間にスタジオで番組終了時のリハーサルを行っていた。この最中、サブにいた新人TKとプロデューサー兼ディレクターは、当日のスタジオ担当であったFDの指示を受け、スタジオ内の大型モニターに映し出す当選者用テロップを規定通り予備用である「T2」系統から探したものの、先述のテロップ作成者のミスにより該当の系統からは見つからず、FDにそのことを伝えた。新人TKは不適切テロップが未修正のまま放置されている事実を把握したため、配慮してスタジオに送出するテロップには当選者発表の画面はあえて入れなかった。なお、スタジオ側のスタッフや出演者は、この時点で不適切テロップの存在を把握していなかった。
これに対しFDは、リハーサル用のダミーデータが簡単にモニターへ表示できないことを不審に思いつつ、新人TKに「福島智之アナウンサーが『当選者発表コメントをどのくらいの尺でやれば良いか確かめたいから、モニターに画面を映してほしい』と言い、当選者が入ってなくても代わりの画面をモニターに映してほしい」と命じた。これを受けて新人TKは、自分が管理するテロップの中で放送本線に直結する「T1」系統から、制作者が誤って保存していた未修正のままの不適切テロップを発見した。この他にリハーサル用テロップがなかったため、映すテロップとして選んだ。しかし、本来「T2」番線上でコピー先を「NEXT」へ指定するところを、「T1」で放送本線に直結していた「OA」へ誤って指定した。テロップを画面に出力する「テロップ送出機」にも「T1」と「T2」の2種類があり「T1」はオンエアへ直結。「T2」はスタジオのモニターに出力されるが、新人TKは「T2」ではなく「T1」の送出機へテロップを送出し、問題のテロップが放送されることとなった。
さらに、スタジオとサブにいた他の出演者・スタッフも別の作業を優先して放送画面から目を離していたため、テロップ誤送出に気づくのが遅れ、23秒もの長きにわたりオンエアされた。新人TKは「FDから『当選者名が入ってなくても良いから、何かリハーサルで使える画面はないか』と要求されたので、問題の不適切テロップが（T1系統に保存されて）あるため、それを見つけスタジオのモニターへ表示しようとした。しかしリハーサル時にT1系統をオンエア（生放送本番）で使用していることを確認しないまま、本来はT2系統から送出するところを誤って（放送本線の）T1系統の送出機を動かし、問題のテロップをオンエアに上げてしまった。不適切テロップはサブにあるモニターに映っていたが、そのモニターは「放送画面」だという認識は持たず。このときはスタジオでスタッフと出演者が見ているだけと思っていて、まさか不適切テロップが電波に乗っているとは思わなかった」と証言している。この新人TKは生放送の経験が少なかった（今回で5回目）ことから、AP兼TKが横について指導していた。不適切テロップがオンエアされた当時、AP・プロデューサーともに第1部の出演者を見送るためにサブ・スタジオを離れており、不適切テロップの誤送出を知らなかった。
番組MCをしていた福島アナウンサーは「当時はエンディングコーナーのリハーサル中だったが、当初は問題のテロップがオンエア（放送画面）に出たとは思わなかった。問題のテロップが放送本線に出たかどうかは、自分でも画面を確認すべきだったと思う。不謹慎テロップが画面に出たときは、自分が本番前の全体リハーサルでは全く見ず「しあわせ通販」VTR放送中の後半コーナーリハーサルで初めて見た内容だったために、テロップに「セシウム〜」という文言が出たことに対し、まずその言葉に驚き“ダミーでも、こんなものを作っちゃダメだ”と言ったような気がする」と述べている。

### 誤送出判明とその後の対応
スタジオの出演者とスタッフは次のコーナーのリハーサル中、サブにいた他のスタッフも別の作業を優先しており、不適切テロップなどの画面異常を発見・除去する最後の砦だったはずのマスター監視スタッフは、次のCM放送順確認のために予定表を見ており、放送画面から目を離し不適切テロップの誤送出を知らなかった。このため「とんでもない文言のテロップが放送画面に出ている」旨をサブへ知らせず、かつ放送画面異常時に手動送出するはずの「しばらくお待ち下さい」という割り込み画面も表示させなかった。マスター監視スタッフは、「11時から“別冊ぴーかん”が始まり、“しあわせ通販”のVTR正常送出を確認した。しばらくはその放送画面を監視していたが、約3分経ってから次に放送予定のCMアドレス（識別番号）を確認するために机の横で予定表を見ていた。多分その（自分がCMアドレスを確認している）間に不適切テロップが電波に乗ったと思う。しばらくして放送画面に目をやると（通販コーナー終了後に）福島アナが謝罪していたので何かあったのかと思った」と証言している。
このため、各スタッフの証言も合わせて不適切テロップがオンエアされ始めたときは、どの部門のスタッフ・出演者いずれもが別の作業を優先しており、放送画面から目を離していたこととなる。放送中でもあるにかかわらずサブのスタッフも画面から目を離していたのは、下記のような番組の放送体制と緊張からの解放があったとされる。
9:55 - 11:00の第1部はVTRが出ないスタジオ画面中心の構成だったため、スタッフは1時間以上にわたり放送画面から目を離せない緊張感が続く。逆に11時からの「別冊〜」はVTR中心の構成であり、そのVTRも本番前チェックを何度も繰り返した「完成品」で本番中も特に大きな作業がないことからスタッフは、この時間を休憩時間と位置づけていた。つまり、「ぴーかん」オンエア中は放送画面を100%確実に監視・モニタリングする人物が誰一人いなかったため「操作ミスによる不適切テロップ誤送出」の発見が遅れたのである。
さらに「しあわせ通販」VTR放送中の9分間がスタッフおよび他の出演者にとって「休憩時間」という感覚があったのも助長していた。特にVTRは、本番前チェックを何度も繰り返した（テロップ・ナレーション・BGMがすでに挿入済みの）完成品だったことである。プロデューサー兼ディレクターとMCの福島アナは「第1部の本番中、および全体の本番前準備やリハーサル中は忙しいので、この9分間はスタッフも緊張から解放されたのだろう」と述べている。加えて、当時サブにいた音声担当スタッフとVTR送出担当スタッフは「不適切テロップ画面には何の前触れもなく、いきなり切り替わった。サブのスタッフはシーンとしていたので、まさか不適切テロップが放送されているとは思いもしなかった。画面に何か出ていることは分かったが、それがオンエア（放送本線）だという認識は持たず、言葉・文字までは気にしなかった」と証言している。
問題の不適切テロップが誤って電波に乗っているという前代未聞の異常事態にサブのスタッフが気づいたのは、誤送出から約10秒が経過したあとである。
サブにいたプロデューサー兼ディレクターは、「当時はリハーサル画面を見ながらスイッチャーと次コーナーカメラカット割りの打ち合わせをしていた。それから約10秒後に放送画面を見たら表示がおかしい（不謹慎テロップが電波に乗っている）ことに気づき、“あれ？これってオンエアだよね？”と言ったような気がする。スイッチャーと一緒にサブに多数あるモニターを確認して原因を調べたが分からず、スイッチャーは“自分は何も触っていない”と言った。自分は恐らくテロップ送出機が原因ではと判断し、スイッチャ―が隣にいた新人TKに何をしたか尋ねると、“下（スタジオモニター）に（テロップを）出すためにT1を操作した”と答えたので、これで放送画面に異変が起きた原因が分かった。通常では起こりえない形で放送画面がおかしくなった（このような不適切テロップ誤送出は自分自身も初めて見た）ので、我々も最初は何が起きたのか分からず、通常の作業より対処に手間取った面がある」と証言している。
さらに、「自分・スイッチャーどちらだったかは覚えていないが、ディレクターの前にある『テロップ送出解除』ボタンを押したら不適切テロップが画面から消え、通常の“しあわせ通販”VTRに戻ったので、ようやく肩の荷が下りたと思った。しかし操作ミス発見までに10秒かかり、それをすぐ取り消せず（不適切テロップ消去までに10秒以上かかり）、結局は（放送界では長時間の部類に入る）23秒にもわたって（不適切テロップを）電波に乗せてしまったので、そこは我々が猛省すべきと思っている。自分が本番中に（スタジオリハーサル画面と進行表ばかり見ていて）放送画面から目を離していたこと。加えて自分自身やぴーかんスタッフ全体の危機管理が甘かったため事前（本番前の）チェックがきちんとできず、スタッフ間の意思疎通（コミュニケーション）も足りなかったこと。これらが異常事態・操作ミス発見が遅れた最大の原因と考えている。『被災地で生産された物をお金を出して買う行動も立派な復興支援である』旨をぴーかんでこれまで放送してきたことから・岩手産ひとめぼれ視聴者プレゼントで震災復興支援をするはずが、不体裁と簡単に片づけてはいけない・取り返しのつかない『平成最悪の放送事故』を起こし、（岩手県産米が安全ではないかのような文言の）不謹慎テロップを誤って電波に乗せたことで視聴者や岩手県民へ不快な思いを抱かせてしまい、大変申し訳ない」とも述べている。
2010年7月に東京支社制作部から本社情報制作部（当時）へ異動し「ぴーかん」の曜日ディレクター・APを経て2011年7月よりチーフ職に就いた「ぴーかん」総合プロデューサーは「10年ぶりに本社勤務へ戻ったが、東京支社へ赴任していた間に放送装置＝サブ装置及びマスターが現在のデジタル放送対応モデルに更新されたことからAサブは自分が新人のころより操作が難しくなり、ディレクターの仕事量は急増していた。スイッチを4～5か所で操作する形となり、隣にいたTKは自分より複雑な操作をしていた」と、高度化・複雑化するサブ装置に現場スタッフの学習が追いつかない実態を証言している。
「ぴーかん」が使っていたサブは字幕・CG・映像などの送出回路（番線）は上述の通り6系統あるが、これはスイッチャー単独では使いこなせない数でディレクターやTK、さらに生放送経験の浅い若手スタッフもスイッチャー単独では追いつかない字幕の送出作業をしなければならない現実。加えてT1・T2両送出機運用規定には（東海テレビ自社制作の）各生放送番組ごとに微妙な違いがあり、スタッフ間でもテロップ送出機運用方法について認識の違いが生じていたことも、今回の不適切な放送につながったと検証報告書および答申書は指摘している。情報制作局長(当時)は「今回の事故原因は一つではなく、制作現場をはじめ各部署に内在していた問題が複雑に絡み合って起きた。よって"これだ!"という一つの大きな要因を潰し究明・解決すれば大丈夫ということではないだろう」と話す。
東海テレビの浅野碩也社長（当時）は8月11日の記者会見にて、問題のテロップが流れた4日は、長野県にゴルフに出かけており、問題発生後約2時間にわたって連絡が取れない状態だった、と明らかにしている。

## 各所の反応

### 視聴者
東海テレビには4日午後6時半までに約300件の苦情電話が寄せられ、その後も電話は増え、数え切れないほどになった。インターネット上では「リハーサル用だったとしてもテレビ局として悪ふざけが過ぎているのではないか」といった声が上がり、掲示板などで炎上状態になった。視聴者センターに寄せられた関連の抗議電話やメールは6日夜までに1万件を突破。大半は岩手県など東北地方在住者からで、関係者の厳正な処分を求める内容がほとんどだった。電話による抗議は8日夜までに約1,900件を超え、メールによる抗議も8日夜までに1万5,000件を超えた。

### 岩手県
この問題を受けた岩手県は「東日本大震災津波からの復興に全力をあげて取り組んでいる本県を誹謗中傷したもの」とし、達増拓也知事から東海テレビ宛てに抗議文を発出したと岩手県の広報サイトにて発表。
また、岩手県の広報サイトでは「現在（2011年8月時点）流通しているお米は原発事故発生前の2010年秋に収穫されたものであり、岩手県の場合、低温倉庫、準低温倉庫に適切に保管されているものが流通しているため安全」「岩手県のお米を始め、全国のお米は安全です」と強調している。さらに達増知事は8日の定例記者会見で、本事案について「人の心の闇の奥深さを見せつけられた感がある。当事者には猛省を促したい」と批判。関東大震災を例に「大震災や非常事態発生時にはとんでもないデマが飛び交う」と指摘したうえで、「マスメディアはデマを沈静化し、誤った情報による国民の混乱を防ぐ使命があるはずだ」と述べた。
10日、東海テレビの浅野社長が岩手県庁を訪れ達増知事に謝罪。放送までの経緯と、その後の対応を説明した。それを受けて達増知事は「本当に岩手の米は不安なのかという問い合わせも来ています。正しい情報を伝えるマスメディアが根拠のない情報で風評被害を起こすのは、あってはならないこと。猛省を求めます」と述べて再発防止を要請した。浅野社長は本番組の存続については「検討中です。休止の期間が長くなると迷惑をかける。できるだけ早く結論を出したい」と話した。また、自身の進退に関しては「今の時点ではない」とした上で「退任も含めて検討していますが、責任を持って再発防止に努力する」と述べた。番組関係者に関しては「重く受け止めており、きちっとした処分を出す」とした。なお、有識者の監修で制作する検証番組を岩手県（岩手めんこいテレビ）でも放送する予定とした。浅野社長はJA岩手中央会も訪れ関係者に改めて謝罪。JA岩手中央会の朝倉栄常務は「農家への思いを踏みにじったことへの謝罪を検証番組内で、しっかり行ってほしい」と述べた。

### 愛知県
愛知県の大村秀章知事は8月8日朝、県庁に浅野社長を呼び「大変遺憾」と伝えたうえで再発防止の徹底などを求めた。大村知事は8日の定例会見で、面会内容について「特に岩手県関係者の皆さんには経過を十分に説明し、検証した上でしっかり説明していくことが必要と申し上げた」と説明し、浅野社長からは「対策本部を設置し、私（=社長）が自ら陣頭指揮をして謝罪と事故の検証を進めている」との説明があったという。

### 民放連
8月5日には日本民間放送連盟（以下、民放連）の広瀬道貞会長（テレビ朝日顧問）が「原発事故によって多くの方々が被害にあっておられるなか、放射能の風評被害について、放送事業者はもっとも敏感であるべき」などとするコメントを発表。その後、広瀬会長は「問題のテロップは、あまりにも常識を欠いた表現」と指摘し、「本件では（1）こうした内容のテロップを作成するという社会意識の欠如に問題の根源があるうえに（2）それをチェックできなかったこと（3）操作ミスで画面に出したものを即座に取り消せなかったことにも重要な問題がある」と述べ、民放連の会員各社に対し倫理観の再確認や防止策への注力を求めたことを明らかにした。民放連は8月11日、検証番組の放送など、原因究明と再発防止に向けた同局の取り組みを見たうえで、会員活動停止などの処分を検討することを決めた。
9月7日、民放連の幹事会において東海テレビに対して「文書による厳重注意」という処分方針が示され、15日に正式に報道発表された。東海テレビは7日時点で「正式決定は15日と聞いておりますが（中略）視聴者の皆様、被災地の皆様、とりわけ岩手県の皆様からの信頼回復に向けて、全社を挙げて取り組んでまいります」とのコメントをホームページ上で発表した。
また、民放連制定の番組コンクール「日本民間放送連盟賞」「日本放送文化大賞」について、東海テレビは両賞とも辞退したと発表した。その他にも「審査員の皆様から頂いた評価をしっかりと胸に刻み、再生への誓いとして引き続き良質な番組作りをしてまいります」と発表した。

### スポンサーの自粛とACジャパンへのCM差替
事件の影響による風当たりは強く、不祥事に抗議するため番組スポンサーの事業者による降板する動きが続出した。当初はJAグループなど農業関係団体のみだったが、徐々に東海3県や東海3県以外の地区に本社を置き、東海3県に支社を置いている大手を含む民間企業。東京および他の地域の大手企業にも「ぴーかん」スポンサーおよび東海テレビ内CM提供降板の動きが拡大。最終的にはスポンサー20社すべてが降板するに至った。また本番組以外の、同局の自社製作番組でもスポンサー降板が相次いだ。これにより、CMは全てACジャパンに差し替えられた。

### BPO
テレビ各局などで構成する放送倫理・番組向上機構（BPO）に批判が寄せられ、9月9日の放送倫理検証委員会にて、問題として取り上げるかどうかを決めるとされた。
その後BPOは、9月22日の同委員会において、「放送の結果は重大であるものの意図されて放送されたものではなく、また当該局の自主的・自立的な対応は、すでに実施済みであることから審議の対象にはしないと判断した」と記者会見で発表した。しかし、この事例の背景には他の放送局にも潜在する根本的な問題があると考え、BPO規約第23条に基づき加盟各社に対し、問題の再発防止策として下記4点の提言を行った。
1. 放送の使命について話し合う機会を設けること。
2. 番組制作に必要な人員と時間が確保されているかを再点検すること。
3. 忌憚のない意見交換や問題提起が行われる職場環境の整備。
4. スタッフの研修を再検討し、実りある研修を継続すること。

東海テレビは上記の提言を受けて「放送界全体の信頼を失墜させたとして、深く反省し（中略）役員・従業員一同、真摯に受け止め（中略）信頼回復に向けて全力で取り組んでいく」とともに「放送活動を通じて（中略）東北地方の農産物に対する風評被害の防止に努めていく」と発表した。

## 東海テレビの対応

### 謝罪
8月5日の朝に、東海テレビのコンプライアンス担当常務取締役と営業局次長の2人（いずれも当時）が岩手県庁などを訪れ「風評被害を食い止めるべき立場の我々が、被災者や生産農家を愚弄するかのような軽率な放送をしてしまい、誠に申し訳なく思っています」と謝罪。その後、農協（JA岩手県中央会）にも訪れ生産農家に対してお詫びを述べたという。県庁で対応した東大野潤一農林水産部長も「生産者は被害者。風評を一番恐れている。非常に重大なことだ」と抗議した。盛岡市内で会談したJA岩手県中央会の田沼征彦会長も「悪ふざけにもほどがある。我々にとっては事故ではなく事件だ」と厳しく批判し、抗議文を手渡した。
東海テレビでは今回の問題を受けて、急遽8月5日に放送する予定だった同番組を中止し、9:55から3分間、この問題について番組MCの福島が謝罪。9:58 - 11:30には『トムとジェリー テイルズ』が穴埋め放送された。放送中止となった8月5日以降、本番組は当面の間放送を休止することを発表。本番組の放送枠ではテレビアニメ番組やテレビドラマ番組で穴埋め放送された。
8月5日夕方には『東海テレビスーパーニュース』の放送枠を短縮し、18:36:32から18:51:27までの14分55秒間、今回の「セシウムさん字幕問題」の経緯を説明する特番を放送。冒頭で浅野社長が謝罪し、その後は高井一アナと福島アナが今回の問題の経緯を説明した。この謝罪特番は愛知・岐阜・三重のみで放送され、岩手県の系列局である岩手めんこいテレビへはネットされなかった。このため東海テレビは公式サイト内で5日に放送された特番の概要と、幹部が岩手県庁などを訪れ関係者に謝罪した旨を報告した。

### 番組打ち切り
事件発生直後において、番組継続についての見解は公式には発表されなかったが、地元紙中日新聞の8月11日朝刊では「同局が番組の続行は困難と判断」と報道された。同日20時から本社で行われた緊急記者会見にて、番組打ち切りが正式に決まったことを浅野社長から発表するとともに、自らの役員報酬を3か月間50%カットとするなど役員と社員ら計8人の減給や降格処分も発表。人気番組であった「ぴーかんテレビ」は2011年8月4日の放送が最後となり、最終回特番が組まれることなく番組としては後味の悪い終わり方となった。
かつて本番組が放送されていた月 - 金の9:55 - 11:30枠は、その後2013年3月までアニメやドラマやドキュメンタリーの再放送『朝プレ』および自社制作ミニ番組『きょうのアナ』（2012年10月開始。月 - 金10:58 - 11:18、土11:35 - 11:45）に充てられた（「別冊ぴーかん」に内包されていた『一番本舗』は11:15〜11:25枠で放送の独立番組となっている）。そして、2013年4月1日より本番組以来となるローカルワイド番組『スイッチ!』が開始された。

### 対策本部・検証委員会・再生委員会の設置および関係者の処分
その後同社では、浅野社長を本部長とする「セシウムさん字幕騒動問題」対策本部を設置し、以下の方針を公式発表した。
- 不適切内容のリハーサル用テロップが番組本番で誤送出された原因を調査し検証する番組（後述）を放送[29]。
- 原因が明らかになり次第、この「セシウムさん字幕」問題に関与した社員及び外部スタッフを懲戒処分する。

対策本部は不適切放送の原因究明と再発防止策をとりまとめ、検証番組の制作と検証報告書の作成のため局内に検証委員会（特別委員・上智大学文学部の音好宏教授）を設けた。「『ぴーかんテレビ』検証報告書」は、8月30日、ホームページ上にて公表された。
8月31日、検証委員会は再発防止策を立案し、実施状況を確認する「再生委員会」を設置した。再生委設置に伴い、検証委員会は同日付で解散。委員長には検証委で特別委員を務めた音教授が就任。祖父江伸二常務が副委員長を務めるほか同社の局長、部長計8人が委員となった。11月15日には浅野社長に対して答申書を提出した。
東海テレビは毎年秋に開催される社会、文化、学術、産業などの各分野で功績のあった東海地方に、ゆかりのある個人や団体を顕彰する「東海テレビ文化賞」を取りやめることを発表するとともに、10月29日、30日に予定していた「わんだほ祭2011」を中止したと、9月22日に発表した。
不祥事から1年が経過した2012年8月4日には、ホームページ上での「再生の取り組みのご報告」内にて、2012年6月9日まで検証委員会が15回開かれたことが報告され、問題を風化させない目的で毎年8月4日を「放送倫理を考える日」に定めた。

## 検証番組
この不適切テロップ問題を受けて、東海テレビは8月26日に、検証番組として『検証 ぴーかんテレビ不適切放送〜なぜ私たちは間違いを犯したのか〜』を8月30日の午前9時55分からCMなしで東海地方（愛知・岐阜・三重）で放送すると発表した。また、同社へ視聴者からの質問や意見に答える月1回のレギュラー番組『メッセージ1』（午前6時15分〜6時30分放送）の8月28日放送分でも、不適切テロップの送出問題と経緯について放送した。
当初、予定していた岩手県での同検証番組の放送は、調整に時間がかかったため見送られた。東海テレビでは、代わりに同検証番組を放送当日の8月30日から9月12日までの2週間に渡り、同社ホームページ上で動画配信を行った。
検証番組の冒頭、浅野は「岩手県をはじめとする全国の農業関係者や、必死に復興に取り組む被災地、視聴者の皆様に深くお詫びを申し上げます。言い訳のしようのない過ちを犯し、深く反省しています」と謝罪。同時に、問題のテロップを作成した外部スタッフ（50代男）が、所属会社から2011年8月28日（日曜）付で懲戒解雇されたこと。このスタッフが顔と名前を伏せて出演し、問題のテロップを「ふざけた気持ちで」作成したことも明らかにした。
その後、担当MCである庄野俊哉アナウンサーが今回の問題の経緯を説明。本事案に対する岩手県の米農家の声、視聴者から寄せられた意見。さらに今回の問題に関与した東海テレビ社員および外部スタッフの証言を取り上げ、不適切テロップが誤送出されるまでの経緯を再現したVTRも流した。
この検証番組の平均視聴率は、6.1%だった（ビデオリサーチ調べ、名古屋地区・世帯・リアルタイム）。検証番組終了後、同日午後7時までに、視聴者から562件の苦情電話やメールが同社へ寄せられた。
検証委員会（当時）は、東海テレビ経営陣（幹部）・「ぴーかん」不適切テロップの件に関与した東海テレビ社員と外部スタッフ計36人に対し、延べ43時間に及ぶ聞き取り調査を行い事故当時の状況や不適切テロップ誤放送に至るまでの経緯を調べ、内容を下記の通り検証報告書および検証番組としてまとめ、検証委員会とテロップを制作した社員のやりとりも公開された。

### 検証で指摘された最大の原因
電波に誤って乗った不適切テロップの消去操作は最終的にサブのスイッチャーが行ったが、
1. 不適切テロップ誤送出の発見から消去までに手間取り、復旧までに23秒を要したこと
2. 本番前準備の段階で何度もテロップ原稿チェックの機会がありながら、コミュニケーション不足で機能しなかったこと
3. そのために生放送まで不適切内容が未修正のまま残り、その旨がスタッフ全員に伝わらなかったこと
4. 未修正であることを事前に知らされず、突然の誤送出時に初めて見る形となったことが本事案の直接要因だった。

東海テレビ社員および外部スタッフを対象に、年に数回実施されている「放送倫理研修会」と東海テレビ社員および外部スタッフに配布されている「放送倫理及び番組制作ハンドブック・放送基準冊子」では「不快感や嫌悪感を（視聴者に）与えない、品位ある番組作りに努めること」と謳っており、こうした倫理が全スタッフに隅々まで浸透していれば今回のような事故は起きなかった。「いかに正しい放送倫理を制作現場へ徹底させるか」も、東海テレビが反省すべき今後の大きな課題と結論づけている。
検証委員会（当時）は「今回の不適切テロップ誤放送は"ぴーかんテレビ"という一つの番組内のみの問題ではなく、東海テレビ全体の問題として土壌（職場の雰囲気）に原因・背景がある」と考え、第三者の立場から東海テレビ全社員および同局で番組制作に携わる外部スタッフに上記のヒアリングに加え、今回の事案についてのアンケート調査を実施し、寄せられた意見も一部紹介した。寄せられた回答は244通であった。
東海テレビ社員とその関係者へのアンケート結果は本事案の検証報告書および（再発防止および信頼回復のための）答申書として同社公式サイトに掲載されており、その中で「ぴーかんスタッフは仕事量が急増しているにもかかわらず人数が少なかったことから、一人あたりの仕事量が多く制作現場が疲弊していた。こうした環境から番組の品質管理にほころびが生じ、かつ"ぴーかん"スタッフの大半を占めていた外部スタッフとのコミュニケーション不足が重なったこと。加えて現場従業員からの提案・指摘・意見を受け止める仕組みが機能せず、制作現場が抱える課題が経営陣に届かない問題が今回の事案を誘発した」と結論づけた。
第三者の立場から「ぴーかん」不適切テロップ問題を検証する検証・再生両委員会の特別委員を務め、両委員会の活動終了後は東海テレビの社外アドバイザーを務めている音好宏上智大学文学部新聞学科教授は、番組の中で「東海テレビ従業員アンケートで8割以上が挙げた問題点は『制作体制の不備』で、それらの声が経営陣に届いていたかというと残念ながら、その仕組みは万全でなかったと言わざるを得ない。高い倫理感を持った放送のプロ集団であるスタッフが制作する品質管理の行き届いた番組こそ我々視聴者に感動を与え、情操を豊かにする。社会に信頼され、地域経済や文化の発展に貢献し、視聴者が安心できる番組を局の台所事情が苦しい状況であっても品質管理の行き届いた環境で制作し放送するのが放送局の使命だ。不謹慎テロップ誤放送という重大ミスにより風評被害を広げる危険性を生み、視聴者・震災の被災者・農家・岩手県民へ多大な迷惑をかけた東海テレビが今回のぴーかん不祥事を謝罪する気持ちが本物かどうか視聴者は静かに、そして厳しく見ている」と述べている。
エンディングでは「今後は岩手県の魅力を取り上げる特番と、米作りに邁進する農家の姿を長期にわたり取材した特番を放送して被災地の人々へ過ちの償いと再発防止を誓う」旨と「今年（2011年以降）出荷される岩手県産米に対しては、すべて放射性物質の検査が行われ国および各自治体の基準値を下回った安全と確認されたもののみが市場へ出回る」旨を示すとともに、斎藤徳美放送大学岩手学習センター長兼岩手大学名誉教授からの「今回は、まさに災害復旧と原発の問題。不適切テロップで多大な迷惑をかけた岩手の人々への償いとして東海テレビが、どのような形で（岩手の震災復興へ）プラスの貢献をし地道な日々の放送活動を通じていかに信頼回復に努めていけるかが今後試される。日々の報道（良質のニュース、特に岩手の震災復興へプラスの貢献となる話題を視聴者へ届けること）から信頼回復への礎を一つずつ、長期にわたり築く姿勢が今後の東海テレビには求められる」という再発防止に向けた提言も紹介された。
浅野社長（当時）は検証番組放送終了後の8月30日午後2時すぎに記者会見を開き「今後は番組制作費および経営計画を見直し、制作スタッフの増員を検討する」旨を公式発表した。同時に「再生するため先頭に立って進んでいくのが責任だ」と述べ、辞任する考えがないことを強調した（のちに2013年からは人事異動により「セシウムさん騒動」発生当時、東海テレビ専務取締役を務めた内田優が社長に昇格。2019年より現在の小島浩資に社長交代）。また、検証報告書では「テロップ送出などの作業がスイッチャー単独では追いつかず、TKやAPもテロップ送出操作をしなければならないほどサブ機能が高度化・複雑化し、スタッフへのテロップ送出ルール確認が徹底されなくなっていた」「スタッフの人手不足や超過勤務、コミュニケーション不足などにより看板番組を制作する現場は疲弊し、安全に生放送を行う体制になかった」と結論づけた。
この検証番組は放送の翌月9月13日の東海テレビ番組審議会でも取り上げられ、出席した委員からは
- 「番組は客観的な事実検証のみに終始し踏み込みが足りない。特に不適切テロップ制作者への追及が曖昧で歯がゆさが残った」
- 「チェック体制が、きちんとしていれば今回のような事故は防げた」
- 「放送の社会的影響に対する理解不足が背景にある」
- 「細心の注意を払い風評被害拡大を未然に防ぐべく、正しい情報を伝えるべき放送メディアが起こした言語道断の不祥事であり、放送人としての高い見識と倫理観が不可欠だ」
- 「いいことも悪いことも互いに伝え合う組織間のコミュニケーションが大切だ」
- 「会社の仕組みとして社員・外部スタッフ相互間連携の悪さがあった」
- 「震災被災地との今後の向き合いでは、米作りをはじめとする農業問題に特化するのではなく、岩手・宮城・福島3県を中心とした被災地が置かれている現状も取材すべき」
- 「経営計画の抜本的見直しは評価出来る。これを機に企業の透明性を高めてほしい」
- 「放送の原点へと立ち戻り、信頼回復と再生への道を着実に歩んでほしい」

などの意見が出された。
（再生委員会&東海テレビコンプライアンス事務局作成の報告書より抜粋）

### 検証番組への反応
検証番組（後述）が放送された際、外部から受けた批判も放送された。
岩手県のコメ農家（農業従事者）からは
- 「怒りを通り越して呆れた。情報の送り手が冗談でやったのかもしれないが、これは冗談では済まされないことだ」
- 「（今回のセシウムさん事件への）批判・憤慨はものすごい。"どうしてくれるんだ"と農家は怒っており、"風評被害でお米が売れなかったら廃業するしかない、他の仕事を探そうか"と、今後（もし農家を辞めたとしたら）どうやって稼げばいいのか考え悩む農家もいる」
- 「我々、米農家は何も悪いことはしていない。いつも放射能という見えない敵に怯えながら米を作っている。今回の不謹慎テロップは我々米農家を侮辱する手痛い仕打ちであり、かつ岩手産米ファン・岩手県民・震災被災者の心をも踏みにじる重大事件だ。なぜ何の罪もない我々米農家が不謹慎テロップによる仕打ちを被らなければならないのか、とても残念な気持ちでいっぱいだ」
- 「今まで汗水流して、一生懸命米作りをしてきたのに不謹慎テロップのせいでその苦労は一瞬にしてマイナス（台無し）だ」

視聴者からは

- 「ひとめぼれは岩手のみならず（同じ東北の）秋田・宮城・福島にもあるブランドなのだから、今回の不謹慎テロップのせいで東北全体のお米が風評被害甚大になる」
- 「ネットでの風評被害が収まらない、どうしてくれる」
- 「東海テレビの放送で"復興・絆・手を繋ごう"などの放送は絶対してほしくない。大の大人が不適切テロップで悪ふざけするなんて恥ずかしくないのか。テスト（本番前の打ち合わせ・準備・リハーサル）段階で誰か注意しなかったのか」

などの手厳しい声が、それぞれ寄せられた。

## 問題に関連した社内組織改革
- 2011年9月9日に「岩手支援委員会」を東海テレビ社内に立ち上げ、特に東海テレビ自社制作番組で視聴者プレゼントを実施する場合は「岩手県産米ひとめぼれ」をはじめとする岩手の名産品を積極的に視聴者プレゼント商品として取り上げる。加えて騒動を2011年以降は、毎年8月4日（放送倫理を考える日）の前後（「放送倫理を考える月間」期間中）を中心に小島浩資社長以下東海テレビ幹部（経営陣）や「岩手支援委員会」のメンバーが年に数回定期的に盛岡へ赴き、1泊2日の日程で岩手県庁・JA全農いわて・岩手めんこいテレビなどを訪問して「東海テレビ社内における信頼回復に向けたこの1年の取り組み」を報告するとともに、岩手・宮城両県を中心とした沿岸津波被災地復興状況も視察し、その成果は今後の番組制作や放送倫理研修などの参考資料として活用（岩手・宮城・福島3県復興支援番組制作&東海テレビ自社制作レギュラーニュース番組における震災被災地復興支援活動関連ニュース放送のための現地取材、および東海テレビ主催イベントで岩手・宮城・福島3県物産展を開催する際の「岩手・宮城・福島3県と東海テレビ社内各部署間橋渡し役」も担当）。また「東日本大震災発生当日（3・11）の前後」を中心に東海テレビ取材班が（FNN取材団の一員として）岩手・宮城・福島3県へ取材に赴き、被災地が置かれている現状などを東海テレビ制作レギュラー番組にて適宜放送していく（東日本大震災発生日である毎年「3月11日」にはレギュラー情報番組で岩手・宮城・福島3県の観光情報を紹介する「東北復興応援企画」を放送するとともに、東海3県における地震&津波防災の取り組み・震災の教訓伝承活動・東北復興支援活動を取材した『ニュースOne別冊特番』も放送）。
- 「セシウムさん問題」以降に新規採用された東海テレビ社員・（東海テレビの番組制作に携わる）系列会社・制作会社の外部スタッフを対象とした「放送倫理&放送人研修会」をそれぞれ年に1回以上継続的に実施。研修会では他地域フジ系列局や他系列局でのディレクター・プロデューサー経験者やBPO（放送倫理・番組向上機構）の委員を講師に招いて「番組作りで視聴者に不快感・嫌悪感を与えないために大切なこと」や「どのようにすればテレビ番組は面白くなり（若年層を中心とした）テレビ離れを防げるか」などについて学ばせ、正しい放送倫理を東海テレビ社内の隅々まで浸透させる（「セシウムさん問題」が起きた2011年以前より在籍している東海テレビ社員も、後輩の若手社員へ「ぴーかん」不適切テロップ問題で学んだ教訓を自主的に伝承）。
- （セシウムさん問題が起きた）毎年8月4日「放送倫理を考える日」の前後には、「セシウムさん問題を風化させないための東海テレビ全社集会」を本社内講堂（ホール）にて開催（極力多くの東海テレビ関係者=社員・外部スタッフが参加しやすいよう、全社集会実施日は「番組制作業務が少ない日」を選定。社内各部署で取り組んできた「不適切放送未然防止のために講じた対策」・「視聴者やスポンサーに対し不快感や嫌悪感を与えないための工夫」などを各部署の代表者が発表（プレゼンテーション）することで、系列会社在籍組を含む東海テレビ社員・及び東海テレビで番組制作に携わる外部スタッフ全員が「不適切放送を二度と起こさない決意」を共有する（全社集会の模様は社内報「コンプライアンス通信」・「オンブズ東海定例会議」・8月最終日曜放送の「メッセージ1」にてそれぞれ報告するとともに、「東海テレビこの1年の取り組み」にも掲載）。さらに「（当時の検証委員会が実施した従業員アンケートに寄せられた声をもとに作成した）不適切放送を起こさないために（放送倫理で）大切なことを書いたポスター」も社内各所に掲示し、東海テレビ関係者全員が「ぴーかん不祥事を風化させない決意」を平素から共有できるようにする。
- 岩手県の魅力・名産品・観光情報・震災復興状況を伝える東海3県向け単発特番を2011年10月〜翌2012年7月にかけて4本制作・放送（下述）。2012年11月24日には東海テレビ報道部記者・ディレクターが岩手県の米作りの様子や米農家の苦労を2011年9月から1年間にわたり取材した単発ドキュメンタリー『四季 純情の里』を正午〜13時の枠で放送した[※ 15][※ 16]。今後もFNN取材団の一員として震災被災地取材を継続し、自社制作のレギュラーニュース及び情報番組において震災被災地の現状や東海3県で開催される岩手県&東北復興支援イベントなど、岩手の震災復興支援にプラスとなり得る話題を積極的に取材・放送する。加えて東海テレビ自社制作の生ワイド情報番組ではセシウムさん事件で多大な迷惑をかけ名誉を傷つけたことへの償いの意味を込め、岩手県（特に沿岸被災地の現状・復興状況・観光情報・名産品）を特集するコーナーを定期的に設けるとともに、チャリティー募金など震災復興支援への協力を番組・ホームページ・東海テレビ主催イベントなどを通じて視聴者に呼びかけていく。
- 東海テレビ社員全員が岩手県産米消費拡大に積極的に取り組むことで、セシウムさん事件で多大な迷惑をかけ名誉を傷つけた岩手県の米農家へ償いの意思を示すべく、2011年10月より東海テレビ社員食堂で岩手産ひとめぼれを提供開始。同時に東海テレビ社員に対し岩手産ひとめぼれの社内販売を実施（この活動は2011年以降、毎年10月 - 12月にかけて継続実施し、毎年8月4日発行の「東海テレビこの1年の取り組み」にて「東海テレビ社内における岩手産ひとめぼれ年間販売&消費実績」を報告）。
- 毎年10月下旬または11月上旬（10月最終土曜&日曜または11月第一土曜&日曜）に開催されている東海テレビ最大規模の野外イベント「東海テレビ感謝祭」では、（「わんだほ感謝祭」として再開後の）2012年度より、震災復興支援活動の一環として岩手・宮城・福島3県の特産品販売&観光PRブースを新設。それらブースにおける売り上げの一部は東海テレビ福祉文化事業団および日本赤十字社経由で岩手・宮城・福島3県の被災市区町村へ義援金として寄付。
- 東海テレビを（地元の東海3県に在住する人々へ）より身近に感じてもらい社の信頼回復につなげるべく、同局の現役アナ・記者・ディレクターが地元（東海3県）の小・中・高校・大学へ出向いて「TV番組制作&報道取材の仕組みとアナウンサーの仕事」などについて講演する機会（メディアリテラシー授業）を定期的に設けるとともに、同局の社内見学も積極的に受け入れている。特に将来アナウンサーを目指す学生を対象とする講演では（東海テレビ新入社員を中心に継続的に実施している「ぴーかん」不適切テロップ問題を教訓とした）「放送倫理教育」についても積極的に取り上げている（これら内容は毎年8月4日に発行されている「東海テレビこの1年の取り組み」にて報告）。
- 再生委員会より出された「部下の言い分を上司が頭ごなしに叱責・否定してばかりいれば部下は萎縮し、やがて何も言わなくなる（上司への相談がしにくい雰囲気になる）。これでは意思疎通（コミュニケーション）活性化につながらず、今回のセシウムさん問題と同様のスタッフ間意思疎通不足による不適切放送が再発しかねない。上司の側にも聞く耳を持つ余裕が必要」という旨の答申を受け、おもに係長・課長・部長・局長級の東海テレビ幹部社員を対象に、外部より専門講師を招聘して「コーチング研修」を実施。これにより部下が仕事上の悩みから私的な事柄に至るまで多岐にわたるさまざまな物事を上司へ相談しやすい環境・土台を作り、職場（東海テレビ社内）の意思疎通（コミュニケーション）活性化を図る。
- 東海テレビが制作するすべての生放送番組では放送監視（モニタリング）要員をスタジオ・サブ・中継先でそれぞれ最低1名ずつ配置・増員し、（映像・音声・中継回線トラブルなど）不測の事態にも迅速対処できるようにする。また生放送番組ではテロップ誤送出等のリスク回避を図るべく、「VTR放送中における別コーナースタジオリハーサル禁止（本番前の全体リハーサルと素材チェックに十分な時間を確保すること）」を徹底するとともに、社員・外部スタッフ数や作業量に偏りが生じないよう（特定の部署に負荷が掛かりすぎないよう）番組・部署ごとに人員配置を適正化。さらに副調整室およびマスターにおいては（以前はすべてのスタッフが本番中オペレーションに従事していたが、「ぴーかん」不祥事以降は）万一のトラブルや操作ミスを短時間で迅速に発見・解決（特にマスターにおいては万一の映像・音声トラブルをサブへ迅速に連絡）できるよう、映像・音声それぞれにバックアップ&モニタリング要員を配置。
- 「ぴーかん」では発注したテロップ・CG原稿チェックを受注先CG制作会社側で行わず局側へ任せきりにしていたことが問題視されたため、テロップ原稿が発注内容と相違ないかの確認は受注先CG制作会社側でも制作者以外の第三者により行わせるよう改めた。発注元の東海テレビ側でも作成された原稿が不適切内容になっていないかを複数のプロデューサー・ディレクターで確認（作成したテロップ原稿はいかなる場合でも必ず紙に印刷させた上で内容を確認する旨を徹底）。
- 従来より発行している「番組制作および放送倫理ハンドブック」については「現場スタッフから寄せられた生の声を活かした実践的規定」へと内容を全面改訂すると共に、不適切放送および放送事故を未然に防ぐ・および万一トラブルが発生した場合の画面復旧方法を具体的にまとめた「安全作業ガイドブック」を新たに発行。制作・技術部門を中心に朝礼や番組本番終了後の反省会・技術ミーティングで安全作業ブック読み合わせを実施し、「不適切放送を二度と繰り返さない」決意を社員・外部スタッフ全員が共有する。
- 東海テレビは「ぴーかん」など中京ローカル（東海テレビ自社制作）生情報番組を制作していた情報制作局を2012年7月1日付で廃止とし、今後の自社制作生情報番組担当部署は制作局へ移管。また外部制作会社との契約で曖昧な点が多かったことから、編成部内に番組に関する契約を担う編成業務部を新設する旨を明らかにした。
- 利益・リストラにばかり偏って安全な放送を軽視していたことが、本事案の発生要因の一つとされ、2014年3月31日まで実施予定であった「第11次経営計画」も再生委員会より不備が指摘された。このため「第11次経営計画」は2年前倒しする形で2012年3月31日をもって白紙に戻した。「スタッフの適正配置」「制作費・予算の適正執行」「法令遵守および放送倫理教育の徹底」「過度な経費削減・利益追求・視聴率至上主義ではなく安全な番組作りを重視」などを新たに盛り込んだ「第12次経営計画」を策定し、同年4月1日より実施。浅野社長も検証委員会からの事情聴取に対し、経営計画の抜本的見直しを約束。第12次経営計画実施期間は2015年3月31日まで実施。なお第12次経営計画の心臓部策定は、時代・会社の現況に適合したまったく新しい内容とするため外部有識者の意見を取り入れるべく、身内ではなく再生委員会メンバーが中心となって行い、東海テレビ経営陣は基本理念策定のみを行った。
- 第12次経営計画の実施期間終了を受け、2015年4月1日〜2018年3月31日までの期間にて実施する「第13次経営計画」を新規策定した旨を内田優社長が（2015年3月3日に東海テレビ本社にて開かれた）「第13回オンブズ東海定例委員会」にて公式発表。これまでの第12次経営計画より引き続き「放送の公益性・公共性・社会的使命感&高い倫理感の自覚」「社内コミュニケーション活性化」「放送倫理教育&コンプライアンス（法令遵守）の徹底（特にセシウムさん問題の翌年=2012年以降に入社した若手新世代社員へ2011年の"ぴーかん問題"で学んだ教訓を伝承）」「安全な番組制作体制と放送体制を構築し、視聴者&社会から信頼される地域最良の局を目指す」「放送活動を通じた震災被災地の復興支援継続」を（東海テレビ第13次経営計画における）基本理念として制定するとともに、「2018年に迎える『東海テレビ開局60周年』に向けた会社のブランド力向上」を新たに盛り込んだ。
- 番組本番終了後の反省会および業務日誌記入では「起きてしまった事故」のみならず「事故になりかけたこと」や「不安に感じたこと」についても改訂版放送倫理ハンドブック「ヒヤリ・ハット集」項目を用いて積極的に話し合うとともにその内容を記録し、今回のような事案を未然に防ぐためのチェック体制強化や他部署との情報共有について改めて確認を徹底。反省会などの各種会議は放送の安全運行上支障となりかねない疑問を残したままで終わらせないよう、各所属長からの訓示・報告のみではなく、各部員全員参加の対話型とする。
- 他部署とは独立した組織「コンプライアンス推進局」を社内に新設。各部署で起きたトラブルや放送事故になりかけた事例などをまとめた社内報「コンプライアンス通信」を2012年3月より月に一度発行し、各部署へ法令遵守徹底を図る。また問題後に立ち上げた「内部通報制度」を格上げする形で2017年4月1日より「ヘルプセンター東海」を新設し、上司などからのセクハラ・パワハラに関する社員からの相談に乗って「働きやすい職場環境づくり」に貢献。
- 東海テレビ視聴者センターに寄せられた声を各部署へ反映させる仕組みを強化し、寄せられた声は月毎に集計し各部署の社員へ社内メールで配信。さらに社員の要望（放送の安全運行上疑問に思ったこと・職場環境改善など）が経営陣に上がりやすいよう「自己申告制度」も新設。加えて東海テレビ自社制作生番組における字幕・映像などの間違い事案を本番中すぐに訂正できるよう、視聴者センターと番組制作部門との連携も強化する。
- 従来の東海テレビ一般職新人研修では、新入社員を報道系と営業系の部署へ1年ごとに交互に配属させ、3年目から本採用という形にしていた。しかし、それでは放送倫理などの教育が十分できないこと、さらに部署によっては新人とベテランが入り交じったり、特定の部門に新人が集中して力量の偏りが出るという指摘が再生委員会から出されたことを受け、新人研修期間は従来の1か月から3か月に、人事異動サイクルは従来の1〜2年ごとから3〜5年ごとにそれぞれ延長し、一つの部署で十分な経験を積めるよう配慮した。加えて幹部社員や中堅社員に対してもコンプライアンス（法令遵守）に重きを置いた各種社内研修を実施する。
- 当時の検証委員会が実施した従業員アンケートで寄せられた声「社員の新規採用が少なすぎて若手が育たない」を踏まえ、毎年4月に入社する東海テレビ社員の新規採用・育成を積極的に行い、特に制作・技術部門における負担を軽減できるよう人材の充足と質的強化を図る。
- （「ぴーかん不祥事で失った東海テレビの信頼は・番組で取り戻す」という決意の下）2013年4月1日より旧「ぴーかん」枠で始まった月 - 金午前（9:50-11:15枠）の生ワイド情報番組『スイッチ!』は、（社会情報や当日の朝刊記事を取り上げる後期「ぴーかん」型ワイドショーではなく）東海3県とその周辺を中心とした地域密着情報・生活情報・観光・レジャー・イベント情報を取り上げる内容へと衣替え（新番組立ち上げにあたっては、再生委員会やBPOから出された「不適切放送再発を防ぐための各種条件」を満たすべく、「試作（パイロット）版」を作成して社内で議論・改良・必要人員計算を重ね、組織間の風通しを良くして本番前準備段階でのチェックが機能しやすい仕組みへと改革）。人員面ではスタジオADを「ぴーかん」時代の9人から15人に、ディレクターを「ぴーかん」時代の22人から31人にそれぞれ増員。チーフプロデューサー・プロデューサー・アシスタントプロデューサー（AP）・プログラムディレクター（PD）などの要職は外部スタッフではなくすべて東海テレビ社員が務め、「ぴーかん」で問題視されていた他の役職と兼務させない方式へと改革。「スイッチ!」の新人スタッフは番組開始の半年前（2012年10月）に採用して放送倫理やビジネスマナーの研修、他の東海テレビ自社制作生ワイド番組での実地研修を実施した。番組本番ではチーフプロデューサーが（万一の映像・音声・中継回線トラブルなど）不測の事態に迅速対処できるよう、副調整室で放送監視（モニタリング）を担当。TK（タイムキーパー）はテロップ送出機の操作をさせず放送時間の管理に専念させ、放送画面へのテロップ誤送出を未然に防ぐべくテロップ送出は別のスタッフが行う形に変更。また「スイッチ!」出演者のうち「ぴーかん」より続投しているのは高井一アナのみで、他の出演者は総入れ替えされた。なお「ぴーかん」時代は「しあわせ通販」コーナーとして内含されていた通販番組「一番本舗」は、「ぴーかん」問題での教訓を踏まえ（箱番組内含による生放送中断でスタッフの緊張感が途切れないよう）11:15-11:25枠での独立番組として放送する形に変更されている[※ 17][52]。
- 検証報告書で明らかになった「統一性のない（東海テレビ制作の各生放送番組ごとに微妙な違いがあった）テロップ送出機運用規定」・および当時の検証委員会が実施した従業員アンケートに寄せられた声「リストラを進めても自社制作番組枠は減らさず残しすぎていたこと・他局や他系列との過度な視聴率競争が現場の疲弊を招き、今回のぴーかん不祥事の引き金になった」を踏まえ、「ぴーかん」と同じAスタジオを用いて生放送していた土曜午前ワイド『ぷれサタ!』は2013年3月16日限りで終了した。
- 技術部門においては「（耐用年数が過ぎ）更新時期を迎えたマスター・サブ装置類の更新予算を計画的に立案」するとともに、更新後は新しいサブ装置およびマスターの操作方法習得研修を技術スタッフ全員を対象に行う。不慣れな操作が原因のテロップなどの送出ミスを未然に防ぐ工夫をする。
- 東海テレビ経営陣が現場社員および視聴者の声にきちんと耳を傾けているか、再発防止策を確実に実行しているかなどを第三者の視点で監督する「オンブズ東海」を立ち上げ、会社側（東海テレビ経営陣）からの再発防止策進捗状況や東海テレビが放送を通じて実施している震災復興支援活動内容報告に対しオンブズ東海委員が東海テレビが制作する番組、東海テレビが行う各種活動・特に信頼回復に向けた取り組みについて幅広く意見を述べ、今後の再生に向けた活動方針・経営計画・番組内容に反映させる。同時にスポンサーや視聴者への東海テレビの番組についてのアンケートも定期的に行い、東海テレビが社会や視聴者に信頼される番組を品質管理のきちんとなされた環境で制作するための土台整備支援を行う[※ 18]。なお再生委員会の活動は当初2012年9月までの1年間とされていたが、（信頼回復への礎を築く期間は1年では足りず、長期にわたり築く必要があることから）翌2013年8月31日まで継続。同年9月1日以降の（再生に向けた）活動は「オンブズ東海」へ引き継がれている[53]。
- 再生委員会活動終了後の2013年9月1日以降は、各部局の所属長で構成する「コンプライアンス責任者会議」を発足。年4回開催の定例会議において各部署における「ヒヤリ・ハット」事例・法令違反・放送倫理に関する事例・情報を報告・共有し、万一放送の安全運行上大きな支障となりかねない問題事例が起きた場合は、臨時会議を招集して原因究明と再発防止策を検討。それら会議の内容は「東海テレビ役員と局長級で構成するコンプライアンス委員会」および「第三者機関オンブズ東海」へ報告し、今後の東海テレビにおける各種活動・番組内容・放送倫理向上施策に反映させる（「この1年の取り組み2014年度版」より抜粋）。
- 「ぴーかん」不祥事を受け再生委員会が行った東海テレビ社員へのアンケートで特に多く寄せられた声「風通しの悪い組織連携」「番組スタッフ同士顔も名前も分からない希薄な関係」を踏まえ、意思疎通=コミュニケーションの活性化を図るべく、2012年度後半より東海テレビ社内「CS（カルチャー&スポーツ）活動」を再開。東海テレビ社員と外部スタッフが気軽に参加可能な懇親会・スポーツ大会・社内旅行など各種社内行事を通じ、制作・取材・放送・営業など仕事以外の場面でも東海テレビ社員と外部スタッフ間の意思疎通を深めることで組織間の風通しをよくし、「スタッフ間の意思疎通（コミュニケーション）不足による放送事故」の未然防止を図る。

また「セシウムさん事件の経緯」および「不適切放送再発防止のための取り組み」は現在も東海テレビ公式サイト内に継続掲載されており、同局トップページ下部の「再生の取り組みについて」のリンクから当該項目を開けるようになっている。

### これまでに放送された岩手・宮城・福島復興支援特番
※各番組の内容は（東海テレビ自社制作レギュラー番組で放送した復興支援企画も含め）ホームページ及び（再生委員会&東海テレビコンプライアンス事務局が作成した冊子）「再生・信頼回復に向けた（東海テレビの）取り組みのご報告」に掲載。
- 岩手・宮城・福島　秋満喫!!　彩りの東北旅（2011年10月16日　13:45〜14:50）
  - 出演：北陽（お笑いコンビ）、長島弘樹（当時・東海テレビアナウンサー）、武裕美（当時・東海テレビアナウンサー）
  - ディレクター：堀尾充
- 冬の岩手ふれあい旅〜三陸で出会った希望の笑顔〜（2012年1月28日　15:45〜17:00）
  - 出演：髙田延彦（タレント、元格闘家）、武裕美（当時・東海テレビアナウンサー）
  - ディレクター：堀尾充
- 二度目の春　立ち上がる岩手〜三陸で出会った人々の底力〜（2012年5月26日　15:55〜17:00）
  - 出演：髙田延彦（タレント、元格闘家）、武裕美（当時・東海テレビアナウンサー）
  - ナレーション：小田島卓生（東海テレビアナウンサー）
  - ディレクター：伊藤雅章
- 大自然&名物グルメ満喫! 感動! いわて夏紀行（2012年7月21日　12:00〜13:00）
  - 出演：髙田延彦（タレント、元格闘家）、武裕美（当時・東海テレビアナウンサー）
  - ディレクター：稲吉豊
- 四季　純情の里（2012年11月24日　12:00〜13:00。岩手めんこいテレビでは同年12月25日　16:55〜18:00）
  - ナレーション：宮本信子（女優）
  - ディレクター：堀田優
- じゃがいもコロコロ〜災害救助犬への長い旅〜（2015年1月25日　16:30〜17:30）
  - ナレーション：天野鎮雄（俳優・タレント）
    - 東海テレビ報道部記者が2011年から約4年にわたり取材し、当時放送されていた『東海テレビスーパーニュース』で震災復興支援企画の特集として放送された内容の別冊特番。

※その他「震災から5年、伝え続ける」と題し、FNN取材団の一員として被災地（岩手・宮城・福島3県）を取材している東海テレビ報道部スタッフの様子を追ったスポットCMを2015年より毎日早朝に4分間放送しており、同様の内容をYouTube「東海テレビチャンネル」でも配信している。